# Pelopidas

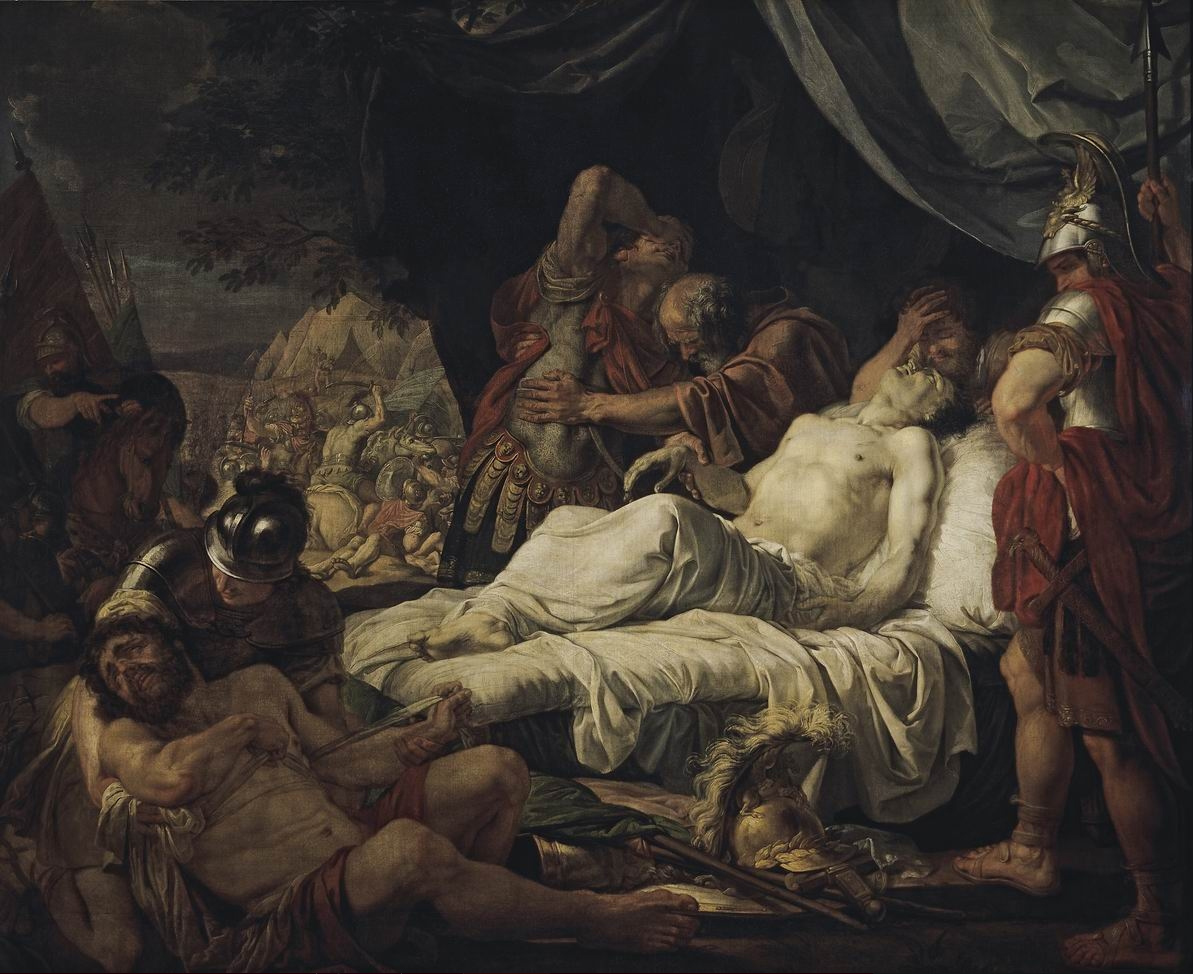
Pelopidas död av Andrej Ivanov.

Pelopidas (grek. Πελοπιδας), forngrekisk krigare och statsman från Thebe i Boeotien, vän och medhjälpare åt Epameinondas.
Då hans uppväxtstad förtrycktes av ett oligarkiskt parti som understöddes av spartanerna flydde Pelopidas och ungefär 400 andra fosterlandsvänner till Aten, där de sedan stod i hemlig förbindelse med sina vänner som fanns kvar i hemstaden. Då deras planer var klara att genomföras återvände i hemlighet Pelopidas med 12 landsflyktiga en natt till Thebe där de med hjälp av sammansvurna som redan fanns i staden överrumplade och mördade oligarkerna. Därefter återställdes den demokratiska författningen (379 f.Kr.) och den spartanska styrkan i Kadmeia, borgen i Thebe, tvingades efter hårt motstånd att kapitulera.
Pelopidas, som de nästföljande åren valdes till boiotark (ledamot för Thebe i de boeotiska städernas förbundsregering), var tillsammans med Epameinondas mycket verksam i kampen för att stärka Thebes makt inom Boeotien eftersom den hade en stor politisk betydelse för Greklands övriga stater.
Som fältherre utmärkte han sig genom sin glänsande seger över spartanerna vid Tegyra (376 f.Kr.) och i slaget vid Leuktra (371 f.Kr.). Han hade en viktig roll i spetsen för den "heliga skaran" och efter Leuktra följde han Epameinondas på dennes första fälttåg till Peloponnesos (370-369 f.Kr.).
Då Thessaliens städer påkallade Thebes hjälp dels mot envåldshärskaren Alexander av Ferai och dels mot den makedoniske konungen Alexander II lyckades Pelopidas åstadkomma en förlikning till städernas förmån och i samband med det kom han att som skiljedomare utöva ett inflytande på Makedoniens inre angelägenheter. Vid en senare beskickning till Thessalien togs han tvärt emot folkrätten till fånga av Alexander av Ferai men befriades av Epameinondas. Under ett nytt fälttåg mot Alexander stupade han vid Kynoskefalai 364 f.Kr.